# Ákos Szarka
Ákos Szarka (* 24. November 1990 in Malé Dvorníky) ist ein slowakischer Fußballspieler. Der Stürmer steht seit Juli 2010 beim ŠK Slovan Bratislava unter Vertrag und wurde im September 2011 zum SFM Senec ausgeliehen.

## Jugend
Szarka spielte in seiner Jugend bis Ende 2009 beim FC Petržalka 1898, im Januar 2010 kam er zu der Juniorenmannschaft von Slovan Bratislava.

## Vereinskarriere
Szarka erhielt beim ŠK Slovan Bratislava im Juli 2010 einen Profivertrag und wurde gleich zum FC Petržalka 1898 ausgeliehen, im März 2011 kehrte er zum Slovan zurück, mit dem er slowakischer Meister wurde und den nationalen Pokalwettbewerb gewann. 

## Nationalmannschaft
Szarka spielt seit 2011 in der slowakischen U-21 Nationalmannschaft.

## Erfolge
ŠK Slovan Bratislava
- Fußballmeister der Slowakei: 2010/11
- Slowakischer Fußballpokalsieger: 2011